# Göteborgs Fria Tidning
Göteborgs Fria Tidning lanserades 2004 av mediekooperativet Fria Tidningar med en uttalad målsättning att öka den offentliga debatten genom en icke vinstinriktad, annonsfri tidning. Tidningen gavs ut veckovis och på internet. Martin Holmquist, Anton Andreasson och Madelene Axelsson var några av initiativtagarna till tidningen.
Fria Tidningen gavs i slutet av tidningens existens ut av Mediehuset Grönt AB. Den gavs tidigare ut av Mediekooperativet Fria Tidningar. Företaget grundades som ideell förening år 1999 och blev ett arbetskooperativ 2001. I maj samma år kom det första numret av kooperativets första tidning, Stockholms Fria Tidning (2001–2017). I april 2018 tog Mediehuset Grönt AB över driften av Fria Tidningar. 

## Historik

### Företagsrekonstruktion 2014
Den  27 mars 2014 ansökte Mediekooperativet Fria Tidningar om rekonstruktion av den ekonomiska föreningen och fick också rekonstruktion beviljad vid Södertörns Tingsrätt, enligt lagen om företagsrekonstruktion. Kooperativet förklarade: " att tidningsbranschen har det tufft. Det drabbar så klart även oss. Vi är ett medarbetarkooperativ som har små ekonomiska marginaler. Vi har länge släpat skulder efter oss, som visserligen inte är så stora, men vi har inte något annat val än att frivilligt gå in i en rekonstruktion för att undvika en konkurs, säger Anna Maris, styrelseordförande för Mediekooperativet Fria Tidningar."

### ETC tar över och lägger ner 2016-2017
"Mediekooperativet Fria Tidningar kommer från och med juli 2016 ingå i ETC-gruppen:– Vi har på ETC-tidningarna lyckats öka upplagor och räckvidd både för papper och digitalt. De erfarenheterna hoppas vi nu ska hjälpa Fria att växa", säger Johan Ehrenberg.
I november 2017 kom nyheten att ETC lägger ner 15 tidningar ETC Bergslagen, ETC Jönköping, ETC Malmö, ETC Norrköping, ETC Stockholm, ETC Sundsvall, ETC Umeå, ETC Uppsala, ETC Västerås, ETC Växjö, ETC Örebro, Göteborgs Fria, Landets Fria, Stockholms Fria och Sesam. Tidningarnas sista nummer kom ut i mellandagarna 2017. Orsaken till nedläggningen var att tidningarna inte längre fick presstöd.

### Fria tidningen räddas
Fria Tidningen var den enda av tidningarna i gruppen av  Fria tidningar, som räddades undan nedläggning i november 2017. Den 6 april 2018 meddelade ETC dock att Fria tidningen nu nått en gräns där  tidningen inte kan drivas vidare längre. Den 20 april publicerade Fria Tidningen att den är räddad. "Efter att varit sambo med ETC-tidningarna i 1,5 år har vi nu flyttat ihop med Nyhetsmagasinet Syre, Syre Stockholm, Syre Göteborg och Syre Global i Mediehuset Grönt." skriver tidningen.

### Och läggs ner igen
Efter ett år i  Mediehuset Grönt läggs Fria Tidningen ned igen. I april 2018 försattes varumärket Fria Tidningen i konkurs av den dåvarande ägaren ETC, då tog Mediehuset Grönt, som drevs av Fria Tidningens grundare Lennart Fernström, över titeln Fria Tidningen och började ge ut tidningen igen. I april 2019 drog Mediestödsnämnden i bromsen. Tidningarna inom koncernen delade material så att de inte levde upp till kraven för presstöd. Mediehuset Grönt valde då att lägga ner Fria Tidningen helt. Den här komplicerade historien gör det svårt att exakt fastställa när Göteborgs fria tidning lades ner. Klart är att den avslutades av ETC vid nyåret 2017 men startades åter under 2018 för att slutligt läggas ner under 2019. De sista nyhetsartiklarna i Göteborgs fria tidning var daterade i mars-april 2019

## Redaktion
Redaktionen för tidningen satt hela tiden i  Göteborg. Tidningen var endagars med utgivning lördagare eller fredagar. Lördagar till den 3 maj 2014 sedan fredagar resten av utgivningen. Tidningens politiska tendens var politiskt oberoende men med vänsterinriktat innehåll. Tidningens utgivningsperiod var från 29 januari 2005 till 5 januari 2017, då den övergår till endast ges ut på webben.
| Period                 | Ansvarig utgivare  | Period                 | Redaktör           | Kommentar         |
| 2005-01-29--2005-03-12 | Fernström, Lennart | 2011-01-08--2012-07-07 | Axelsson, Madelene |                   |
| 2005-03-19--2017-01-05 | Axelsson, Madelene | 2012-07-28--2012-07-18 | Schwartz, Elin     | Vik. chefredaktör |
|                        |                    | 2012-08-11--2017-01-05 | Axelsson, Madelene |                   |

## Förlag och tryckning
Förlaget hette Mediakooperativet Fria Tidningar i Göteborg till 30 juni 2016 sedan ETC Fria Aktiebolag i Stockholm. Tidningen trycktes på tabloidformat med ett sidantalet  på 24 sidor 2005 till 2008, 16 sidor 2009-2012 och 12 till 16 sidor 2012-2016. Priset för en årsprenumeration var 465 kr 2005 och 785 kr 2009 och minskade till 535 kr 2013. Sista året som papperstidning var det 680 kr. Tidningen tryckes med svart + 1-3 färger det vill säga inte helt i fyrfärgstryck. Tryckeri framgår av tabellen nedan. Upplagan låg runt 2000 exemplar med max 2400 och minimum 1600 2015.
| Period                 | Tryckeri               | Ort        | Kommentar                                                            |
| 2005-01-29--2006-01-28 | Svenska tryckcentralen | Vällingby  |                                                                      |
| 2006-02-04--2008-12-31 | VF Tryck aktiebolag    | Karlstad   |                                                                      |
| 2009-01-03--2011-12-31 | V-TAB [Landvetter]     | Göteborg   | 2010-02-01 byter tryckeriet V-TAB [Aröd]namn till V-TAB [Landvetter] |
| 2010-01-02--2011-12-31 | V-TAB [Backa]          | Göteborg   | tryckerierna kompletterar varandra                                   |
| 2012-01-07--2014-05-03 | V-TAB [Landvetter]     | Landvetter |                                                                      |
| 2014-05-09--2014-09-30 | V-TAB                  | Norrtälje  |                                                                      |
| 2014-10-01--2015-01-23 | V-TAB                  | Södertälje |                                                                      |
| 2015-01-30--2015-05-29 | V-TAB                  | Örebro     |                                                                      |
| 2015-06-05--2017-01-05 | V-TAB                  | Landvetter |                                                                      |